# أغسطس كارغبو
أغسطس كارغبو (بالإنجليزية: Augustus Kargbo)‏ هو لاعب كرة قدم سيراليوني في مركز الهجوم، ولد في 24 أغسطس 1999 في فريتاون في سيراليون. لعب مع نادي كروتوني.

## وصلات خارجية
- أغسطس كارغبو على موقع قاعدة بيانات كرة القدم.إي يو (الإنجليزية)
- أغسطس كارغبو على موقع ناشيونال فوتبول تيمز (الإنجليزية)
- أغسطس كارغبو على موقع Soccerway.com (الإنجليزية)
- أغسطس كارغبو على موقع عالم كرة القدم.نت (الإنجليزية)